# Форт Батіс

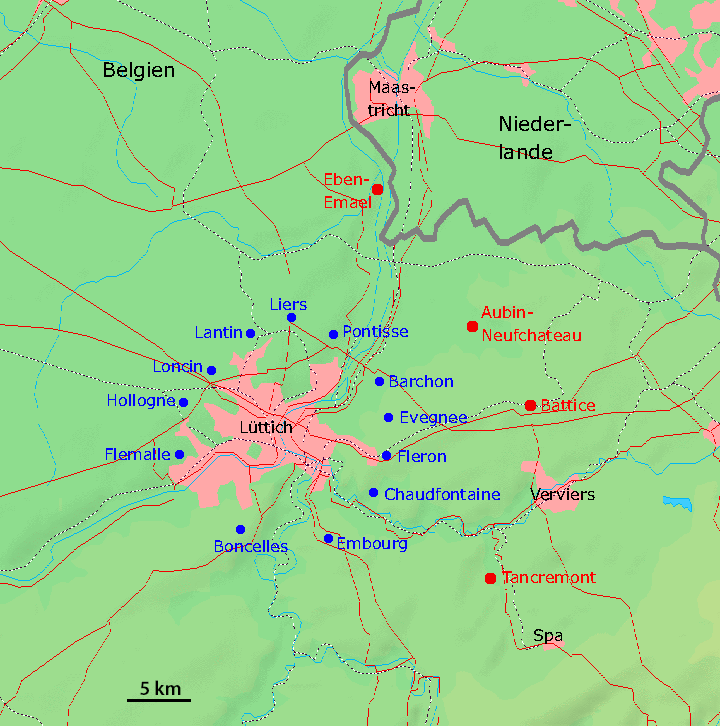
Система Льєзького фортифікаційного комплексу

Форт Батіс (фр. Fort de Battice вимовляється: [fɔʁ də batis]) — бельгійський форт, що входив до Льєзького фортифікаційного комплексу бельгійської армії. Розташовувався східніше міста Батіс неподалік від бельгійсько-голландського кордону. Будувався у 1934—1937 роках, як складова частина зовнішньої лінії фортифікаційних споруд по периметру Льєжа, з метою посилення чинних 12 фортів, споруджених у 1880-ті роки за проектом відомого бельгійського генерала-інженера Анрі Бріальмона.

## Зміст
Споконвічно форт Батіс будувався разом з іншими трьома фортецями, розташованими на східних підступах до міста Льєж. Форти Ебен-Емаель, Танкремон, Батіс та Обен-Нефшато утворювали зовнішнє кільце оборони й становили так званий «перший фортифікаційний рубіж Льєжа» (фр. Position Fortifiée de Liège 1 (PFL I), у той час, як 12 старих фортів утворювали «другий фортифікаційний рубіж Льєжа» (фр. Position Fortifiée de Liège 2 (PFL II).

### Конструкційна схема
Конструкційна схема фортеці Батіс мав п'ятикутну форму й складалася з 12 бойових блоків, розташованих трохи північніше шосе E40. Загалом форт був одним з найбільших у системі фортифікаційних споруд на кордоні й займав загальну площу 13,5 гектарів. Як і форт Ебен-Емаель він мав потужний комплекс артилерійських систем різного калібру.
- Блок B.I — блок призначався для прикриття розвилки шосе N648 і залізниці; оснащений 2-ма 60-мм протитанковими гарматами (Modèle 1936), кулеметами та прожектором.
- Блоки B.II, B.III, B.V та B.VII — флангові або кутові каземати, розташовані по периметру фортеці.
- Блоки A.Nord, B.IV та B.VI — фортифікаційні каземати, озброєний підйомними подвійними 75-мм гарматами (Model 1934), з радіусом ведення вогню до 10,5 км.
- Блоки B.Nord та B.Sud — башта зі спарених 120-мм гармат (Modèle 1931), з радіусом ведення вогню до 17,5 км.